# L'Adolescente (film, 1976)
Pour les articles homonymes, voir Adolescent (homonymie).
Pour plus de détails, voir Fiche technique et Distribution.
L'Adolescente (L'adolescente) est une comédie érotique italienne réalisée par Alfonso Brescia et sortie en 1976.

## Fiche technique
Sauf indication contraire, les informations mentionnées dans cette section peuvent être confirmées par la base de données cinématographiques IMDb,  présente dans la section « Liens externes ».
- Titre français : L'Adolescente[1]
- Titre original : L'adolescente ou La gioventù è bella[2]
- Réalisateur : Alfonso Brescia
- Scénario : Aldo Crudo (it), Piero Regnoli, Alfonso Brescia
- Photographie : Silvio Fraschetti
- Montage : Liliana Serra
- Musique : Alessandro Alessandroni
- Décors : Mimmo Scavia (it)
- Société de production : Hilda Film
- Pays de production :  Italie
- Langue originale : italien
- Format : Couleurs
- Durée : 92 minutes (1 h 32[2])
- Genre : Comédie érotique italienne
- Dates de sortie :
  - Italie : 19 février 1976

## Distribution
- Tuccio Musumeci : Vito Gnaula
- Daniela Giordano : Grazia Serritella, la femme de Vito
- Dagmar Lassander : Katia Solvj, la Russe
- Aldo Giuffré : Le chef des carabiniers
- Marcello Martana : Caporal Bragadin
- Malisa Longo : Frau Marlene
- Maria Bosco
- Gaetano Balestrieri
- Aldo Cecconi
- Adriano Corneli
- Raffaele Sparanero : Antonio
- Roberto Giraudo
- Sonia Viviani : Serenella, la petite-fille
- Giacomo Furia : Le notaire
- Franca Scagnetti : Carmeluzza, la femme d'Antonio